# Peru op het wereldkampioenschap voetbal 1982
Peru was een van de 24 deelnemende landen aan het wereldkampioenschap voetbal 1982 dat in Spanje werd gehouden. Het Zuid-Amerikaanse land nam voor de vierde keer in de geschiedenis deel aan de WK-eindronde. De ploeg stond bij de WK-eindronde onder leiding van de voormalig Braziliaans international Elba de Pádua Lima, beter bekend als Tim.

## WK-kwalificatie
Peru plaatste zich in kwalificatiegroep 2 van de CONMEBOL-zone ten koste van Uruguay en Colombia.
|                                                 |                          |       |                       |                                                                                         |
| 26 juli 1981 WK-kwalificatie «onderlinge duels» | Colombia                 | 1 – 1 | Peru                  | Estadio El Campín, Bogota Toeschouwers: 55.840 Scheidsrechter: Arthuro Ithurralde (ARG) |
| 26 juli 1981 WK-kwalificatie «onderlinge duels» | Hernán Dario Herrera 74' |       | 86' Guillermo La Rosa | Estadio El Campín, Bogota Toeschouwers: 55.840 Scheidsrechter: Arthuro Ithurralde (ARG) |

|                                                     |                                                     |       |          |                                                                                     |
| 16 augustus 1981 WK-kwalificatie «onderlinge duels» | Peru                                                | 2 – 0 | Colombia | Estadio Nacional, Lima Toeschouwers: 43.942 Scheidsrechter: Vicente Llobregat (VEN) |
| 16 augustus 1981 WK-kwalificatie «onderlinge duels» | Geronimo Barbadillo 7' Julio César Uribe 72' (pen.) |       |          | Estadio Nacional, Lima Toeschouwers: 43.942 Scheidsrechter: Vicente Llobregat (VEN) |

|                                                     |                        |       |                                             |                                                                                           |
| 23 augustus 1981 WK-kwalificatie «onderlinge duels» | Uruguay                | 1 – 2 | Peru                                        | Estadio Centenario, Montevideo Toeschouwers: onbekend Scheidsrechter: Juan Silvagno (CHI) |
| 23 augustus 1981 WK-kwalificatie «onderlinge duels» | Waldemar Victorino 67' |       | 39' Guillermo La Rosa 47' Julio César Uribe | Estadio Centenario, Montevideo Toeschouwers: onbekend Scheidsrechter: Juan Silvagno (CHI) |

|                                                     |      |       |         |                                                                                  |
| 6 september 1981 WK-kwalificatie «onderlinge duels» | Peru | 0 – 0 | Uruguay | Estadio Nacional, Lima Toeschouwers: 43.942 Scheidsrechter: Arnaldo Coelho (BRA) |
| 6 september 1981 WK-kwalificatie «onderlinge duels» |      |       |         | Estadio Nacional, Lima Toeschouwers: 43.942 Scheidsrechter: Arnaldo Coelho (BRA) |

### Eindstand
| Land     | Wed | Win | Gel | Ver | DV | DT | +/− | Pnt |
| -------- | --- | --- | --- | --- | -- | -- | --- | --- |
| Peru     | 4   | 2   | 2   | 0   | 5  | 2  | 3   | 6   |
| Uruguay  | 4   | 1   | 2   | 1   | 5  | 5  | 0   | 4   |
| Colombia | 4   | 0   | 2   | 2   | 4  | 7  | –3  | 2   |

## Oefeninterlands
Peru speelde zes oefeninterlands in de aanloop naar het WK voetbal in Spanje, waaronder twee tegen buurland Chili in het kader van de strijd om de zogeheten Copa del Pacífico.

|                                                    |                                         |       |                           |                                                                            |
| 23 maart 1982 Copa del Pacífico «onderlinge duels» | Chili                                   | 2 – 1 | Peru                      | Estadio Nacional, Santiago Toeschouwers: onbekend Scheidsrechter: onbekend |
| 23 maart 1982 Copa del Pacífico «onderlinge duels» | Miguel Ángel Neira Juan Carlos Letelier |       | ??' (e.d.) Elías Figueroa | Estadio Nacional, Santiago Toeschouwers: onbekend Scheidsrechter: onbekend |

|                                                    |                |       |       |                                                                        |
| 30 maart 1982 Copa del Pacífico «onderlinge duels» | Peru           | 1 – 0 | Chili | Estadio Nacional, Lima Toeschouwers: onbekend Scheidsrechter: onbekend |
| 30 maart 1982 Copa del Pacífico «onderlinge duels» | Franco Navarro |       |       | Estadio Nacional, Lima Toeschouwers: onbekend Scheidsrechter: onbekend |

|                                                    |                  |       |                                             |                                                                                  |
| 18 april 1982 Vriendschappelijk «onderlinge duels» | Hongarije        | 1 – 2 | Peru                                        | Népstadion, Boedapest Toeschouwers: 20.000 Scheidsrechter: Horst Brummeier (AUT) |
| 18 april 1982 Vriendschappelijk «onderlinge duels» | Lázár Szentes 1' |       | 56' Julio César Uribe 82' Julio César Uribe | Népstadion, Boedapest Toeschouwers: 20.000 Scheidsrechter: Horst Brummeier (AUT) |

|                                                    |                          |       |             |                                                                               |
| 25 april 1982 Vriendschappelijk «onderlinge duels» | Algerije                 | 1 – 1 | Peru        | Stade 5 Juillet 1962, Algiers Toeschouwers: onbekend Scheidsrechter: onbekend |
| 25 april 1982 Vriendschappelijk «onderlinge duels» | Doelpuntenmaker onbekend |       | César Cueto | Stade 5 Juillet 1962, Algiers Toeschouwers: onbekend Scheidsrechter: onbekend |

|                                                              |           |                         |      |                                                                                 |
| 28 april 1982 Vriendschappelijk «onderlinge duels» 20:30 uur | Frankrijk | 0 – 1                   | Peru | Parc des Princes, Parijs Toeschouwers: 46.429 Scheidsrechter: André Daina (SUI) |
| 28 april 1982 Vriendschappelijk «onderlinge duels» 20:30 uur |           | 82' Juan Carlos Oblitas |      | Parc des Princes, Parijs Toeschouwers: 46.429 Scheidsrechter: André Daina (SUI) |

|                                                  |                                                 |       |          |                                                                                     |
| 16 mei 1982 Vriendschappelijk «onderlinge duels» | Peru                                            | 2 – 0 | Roemenië | Estadio Nacional, Lima Toeschouwers: 45.000 Scheidsrechter: Sergio Leiblinger (PER) |
| 16 mei 1982 Vriendschappelijk «onderlinge duels» | Julio César Uribe 44' (pen.) José Velásquez 89' |       |          | Estadio Nacional, Lima Toeschouwers: 45.000 Scheidsrechter: Sergio Leiblinger (PER) |

## Selectie
data corresponderend met situatie voorafgaand aan toernooi
| Nummer / Naam     | Nummer / Naam       | Geboortedatum | Caps | Goals | Club                      | Duels | Goal | Kreeg geel | Kreeg voor de tweede keer geel en dus rood | Weggestuurd |
| Doel              | Doel                | Doel          | Doel | Doel  | Doel                      | Doel  | Doel | Doel       | Doel                                       | Doel        |
| ----------------- | ------------------- | ------------- | ---- | ----- | ------------------------- | ----- | ---- | ---------- | ------------------------------------------ | ----------- |
| 1                 | Eusebio Acasuzo     | 08/04/1952    |      |       | Universitario de Deportes | 0     | 0    | 0          | 0                                          | 0           |
| 12                | José Gonzales       | 10/07/1954    |      |       | Alianza Lima              | 0     | 0    | 0          | 0                                          | 0           |
| 21                | Ramón Quiroga       | 23/07/1950    |      |       | Sporting Cristal          | 3     | 0    | 0          | 0                                          | 0           |
| Verdediging       |                     |               |      |       |                           |       |      |            |                                            |             |
| 2                 | Jaime Duarte        | 27/02/1955    |      |       | Alianza Lima              | 3     | 0    | 1          | 0                                          | 0           |
| 3                 | Salvador Salguero   | 19/08/1951    |      |       | Alianza Lima              | 3     | 0    | 0          | 0                                          | 0           |
| 4                 | Hugo Gastulo        | 09/01/1958    |      |       | Universitario de Deportes | 0     | 0    | 0          | 0                                          | 0           |
| 13                | Oscar Arizaga       | 20/08/1957    |      |       | Atlético Chalaco          | 0     | 0    | 0          | 0                                          | 0           |
| 14                | Miguel Gutiérrez    | 19/11/1956    |      |       | Sporting Cristal          | 0     | 0    | 0          | 0                                          | 0           |
| 15                | Rubén Toribio Díaz  | 17/04/1952    |      |       | Sporting Cristal          | 3     | 1    | 0          | 0                                          | 0           |
| 16                | Jorge Olaechea      | 27/08/1956    |      |       | Alianza Lima              | 3     | 0    | 1          | 0                                          | 0           |
| Middenveld        |                     |               |      |       |                           |       |      |            |                                            |             |
| 5                 | Germán Leguía       | 02/01/1954    |      |       | Universitario de Deportes | 3     | 0    | 0          | 0                                          | 0           |
| 6                 | José Velásquez      | 04/06/1954    |      |       | Independiente Medellín    | 3     | 0    | 0          | 0                                          | 0           |
| 8                 | César Cueto         | 16/06/1952    |      |       | Atlético Nacional         | 3     | 0    | 0          | 0                                          | 0           |
| 9                 | Julio César Uribe   | 09/05/1958    |      |       | Sporting Cristal          | 3     | 0    | 0          | 0                                          | 0           |
| 10                | Teófilo Cubillas    | 08/03/1949    |      |       | Fort Lauderdale Strikers  | 3     | 0    | 0          | 0                                          | 0           |
| 18                | Eduardo Malásquez   | 13/10/1957    |      |       | Deportivo Municipal       | 0     | 0    | 0          | 0                                          | 0           |
| 22                | Luis Reyna          | 16/05/1959    |      |       | Sporting Cristal          | 0     | 0    | 0          | 0                                          | 0           |
| Aanval            |                     |               |      |       |                           |       |      |            |                                            |             |
| 7                 | Gerónimo Barbadillo | 24/09/1952    |      |       | UANL Tigres               | 3     | 0    | 0          | 0                                          | 0           |
| 11                | Juan Carlos Oblitas | 16/02/1952    |      |       | RFC Seraing               | 3     | 0    | 0          | 0                                          | 0           |
| 17                | Franco Navarro      | 10/11/1961    |      |       | Deportivo Municipal       | 0     | 0    | 0          | 0                                          | 0           |
| 19                | Guillermo La Rosa   | 06/06/1952    |      |       | Atlético Nacional         | 3     | 1    | 0          | 0                                          | 0           |
| 20                | Percy Rojas         | 16/09/1949    |      |       | RFC Seraing               | 0     | 0    | 0          | 0                                          | 0           |
| Bondscoach        |                     |               |      |       |                           |       |      |            |                                            |             |
| Vlag van Brazilië | Tim                 | 20/02/1915    |      |       |                           |       |      |            |                                            |             |

## WK-wedstrijden

### Groep A
|                                           |           |       |      |                                                                                  |
| 15 juni 1982 «onderlinge duels» 17:15 uur | Kameroen  | 0 – 0 | Peru | Estadio Riazor, A Coruña Toeschouwers: 11.000 Scheidsrechter: Franz Wöhrer (AUT) |
| 15 juni 1982 «onderlinge duels» 17:15 uur | (details) |       |      | Estadio Riazor, A Coruña Toeschouwers: 11.000 Scheidsrechter: Franz Wöhrer (AUT) |

|                                           |                 |           |                        |                                                                                     |
| 18 juni 1982 «onderlinge duels» 17:15 uur | Italië          | 1 – 1     | Peru                   | Estadio Balaidos, Vigo Toeschouwers: 25.000 Scheidsrechter: Walter Eschweiler (FRG) |
| 18 juni 1982 «onderlinge duels» 17:15 uur | Bruno Conti 18' | (details) | 83' Rubén Toribio Díaz | Estadio Balaidos, Vigo Toeschouwers: 25.000 Scheidsrechter: Walter Eschweiler (FRG) |

|                                           | |           |                       |                                                                                         |
| 22 juni 1982 «onderlinge duels» 17:15 uur | Polen | 5 – 1     | Peru                  | Estadio Riazor, A Coruña Toeschouwers: 25.000 Scheidsrechter: Mario Rubio Vázquez (MEX) |
| 22 juni 1982 «onderlinge duels» 17:15 uur | Włodzimierz Smolarek 55' Grzegorz Lato 58' Zbigniew Boniek 61' Andrzej Buncol 68' Włodzimierz Ciołek 76' | (details) | 83' Guillermo La Rosa | Estadio Riazor, A Coruña Toeschouwers: 25.000 Scheidsrechter: Mario Rubio Vázquez (MEX) |

### Eindstand
| Land     | Wed | Win | Gel | Ver | DV | DT | +/− | Pnt |
| -------- | --- | --- | --- | --- | -- | -- | --- | --- |
| Polen    | 3   | 1   | 2   | 0   | 5  | 1  | 4   | 4   |
| Italië   | 3   | 0   | 3   | 0   | 2  | 2  | 0   | 3   |
| Kameroen | 3   | 0   | 3   | 0   | 1  | 1  | 0   | 3   |
| Peru     | 3   | 0   | 2   | 1   | 2  | 6  | –4  | 2   |

FPF · A-internationals · Selecties · Bondscoaches · Statistieken · Peruviaans vrouwenelftal · Olympisch elftal · Peru U21 · Peru U20 · Peru U19 · Peru U18 · Peru U17
1920 – 1929 ·
1930 – 1939 ·
1940 – 1949 ·
1950 – 1959 ·
1960 – 1969 ·
1970 – 1979 ·
1980 – 1989 ·
1990 – 1999 ·
2000 – 2009 ·
2010 – 2019 ·
2020 – 2029
WK 1930 · 
WK 1970 · 
WK 1978 · 
WK 1982 · 
WK 2018
OS 1936 · 
OS 1960
1927 · 
1928 · 
1929 · 
1930 · 
1931 · 1932 · 1933 · 1934 · 
1935 · 
1936 · 
1937 · 
1938 · 
1939 · 
1940 · 
1941 · 
1942 · 
1943 · 1944 · 1945 · 1946 · 
1947 · 
1948 · 
1949 · 
1950 · 1951 · 
1952 · 
1953 · 
1954 · 
1955 · 
1956 · 
1957 · 
1958 · 
1959 · 
1960 · 
1961 · 
1962 · 
1963 · 
1964 · 
1965 · 
1966 · 
1967 · 
1968 · 
1969 · 
1970 · 
1971 · 
1972 · 
1973 · 
1974 · 
1975 · 
1976 · 
1977 · 
1978 · 
1979 · 
1980 · 
1981 · 
1982 · 
1983 · 
1984 · 
1985 · 
1986 · 
1987 · 
1988 · 
1989 · 
1990 · 
1991 · 
1992 · 
1993 · 
1994 · 
1995 · 
1996 · 
1997 · 
1998 · 
1999 · 
2000 · 
2001 · 
2002 · 
2003 · 
2004 · 
2005 · 
2006 · 
2007 · 
2008 · 
2009 · 
2010 · 
2012 · 
2012 · 
2013 · 
2014 · 
2015 · 
2016 · 
2017 · 
2018 · 
2019 · 
2020 · 
2021 ·
2022 ·
2023 ·
2024
Algerije ·
Argentinië ·
Armenië ·
Australië ·
België ·
Bolivia ·
Brazilië ·
Bulgarije ·
Canada ·
Chili ·
China ·
Colombia ·
Costa Rica ·
Denemarken ·
Dominicaanse Republiek ·
Duitsland ·
Ecuador ·
El Salvador ·
Engeland ·
Finland ·
Frankrijk ·
Guatemala ·
Haïti ·
Honduras ·
Hongarije ·
IJsland · 
India ·
Irak ·
Iran ·
Italië ·
Jamaica ·
Japan ·
Joegoslavië ·
Kameroen ·
Kroatië ·
Marokko ·
Mexico ·
Nederland ·
Nicaragua ·
Nieuw-Zeeland ·
Nigeria ·
Oostenrijk ·
Panama ·
Paraguay ·
Polen ·
Qatar ·
Roemenië ·
Saoedi-Arabië ·
Schotland ·
Slowakije ·
Sovjet-Unie ·
Spanje ·
Trinidad en Tobago ·
Tsjechië ·
Tunesië ·
Uruguay ·
Venezuela ·
Verenigde Arabische Emiraten ·
Verenigde Staten ·
Wit-Rusland ·
Zuid-Korea ·
Zweden ·
Zwitserland
Australië (2018) ·
Denemarken (2018) ·
Frankrijk (2018) ·
Italië (1982) · 
Kameroen (1982) · 
Polen (1982)